# ليمون (أين)
ليمون (بالفرنسية: Leyment)‏ هي بلدية فرنسية تقع في إقليم الأين في فرنسا. رمز إنسي لها هو:1213. أما الرمز البريدي لها فهو: 1150.